# Axel Bundsen
Axel Bundsen (28. januar 1768 i Assens – 2. november 1832 i Hamborg) var en dansk klassicistisk arkitekt, bror til maleren Jes Bundsen.
Han blev født i 1768 som søn af en brændehandler i Assens på Fyn og var bror til maleren Jes Bundsen. Begge gjorde karriere i Slesvig og Holsten. Man ved meget lidt Bundsens karriereforløb, og det vides fx ikke, hvordan det lykkedes de to fattige fynske brødre at blive optaget på Det Kongelige Danske Kunstakademi i København 1785.
På Akademiet studerede Axel Bundsen under professorerne Peter Meyn og C.F. Harsdorff og vandt den lille sølvmedalje 1789, der var den lavest mulige udmærkelse (en guldmedalje ansås normalt for nødvendigt for at få en god karriere). Alligevel har Bundsen tiltrukket velyndere.
De to brødre var – uvist hvordan – kommet i kontakt med det holstenske grevepar Baudissin, Caroline Adelheid Cornelia von Baudissin (1759–1826), datter af den rige finansminister Heinrich Carl von Schimmelmann, og grev Heinrich Friedrich von Baudissin (1753–1818), og de var tegnelærere for greveparret i Schimmelmanns Palæ i Bredgade.
Grev Baudissin var oprindeligt ikke velhavende, men havde fået en meget stor medgift ved giftermålet med Caroline. Greven finansierede nu de to Bundsen-brødres europæiske studietur, der blandt andet gik til Frankrig og Schweiz. Turen har sikkert skulle forberede Bundsen på sit første større værk, herregården Knoop (1792-96) ved Ejderkanalen, som greveparret Baudissin var bygherrer for, og hvor der ikke blev sparet på noget. Den hvidpudsede bygning er i to stokværk og domineres af en monumental portikus med frontispice i jonisk orden. I hovedbygningens indre findes udsøgte interiører dekoreret af stukkatøren Francesco Antonio Taddei og dekorationsmaleren Giuseppe Anselmo Pellicia.
Efter byggeriet af Knoop virkede Bundsen seks år som bygmester i Hamborg, hvor han blev medlem af en frimurerloge og byggede en logebygning (1800), men snart fik han endnu en herregårdsopgave i godset Drølt i Angel, der var brændt 1800. Familien von Rumohr hyrede Bundsen til opgaven, og en ny enetages hovedbygning rejste sig 1806-07. Også her medvirkede stukkatøren Taddei i 1810. Denne bygning er mere beskeden, men har også en portikus med søjler. Bundsen tegnede også en ny hovedbygning på Glasau for Cai Reventlow i 1805. Bygningen findes endnu.
I 1801 havde Bundsen ægtet datteren af gartneren på Knoop, hvilket viser, at hans sociale status, trods opgaverne for adelen, ikke var øget.
I 1811 lavede arkitekten en brandtaksation over Kobbermølle, og 1812-13 byggede han sit andet hovedværk, det nye kapel ved Flensborg Gamle Kirkegård, hvor samme stukkatør medvirkede for tredje gang. I kapellet er det tydeligt, at Bundsen nok delte den samme enkelhed som sin samtidige konkurrent C.F. Hansen, men at Bundsens læretid i Paris sætter sig spor i en større opdyrkning af fladen og relieffet.
Det synes at have været småt med opgaver for Bundsen i årene derefter. I 1819-20 er han formentlig arkitekt for Brandts landsted, kaldet "Säulenhaus" i Altona-forstaden Othmarschen. Landstedet er en interessant kombination af et kubisk hus og en halvrund portikus.
I 1827 boede Bundsen i Flækkeby tæt ved Slesvig by. Senere flyttede han igen til Hamborg og døde der den 21. november 1832.

## Værker
- Frimurerloge, Grosse Drehbahn, Hamborg (1800, nedrevet)
- Herregården Knoop for grev Baudissin nær Kiel (1792-96)
- Gl. postgård i Ahrensburg (ca. 1800, nedrevet i 1970'erne)
- Huset Angelbogade/Angelburger Strasse 2, Flensborg (1804, tilskrevet)
- Ombygninger for Cai Reventlow på herregårdene Glasau (1805, nu Altes Herrenhaus) og Altenhof (1806, siden ombygget)
- Herregården Drølt (Drült) for familien Rumohr ved Stoltebøl i Angel (1806-07)
- Projekt til kirketårn i Borreby (1807)
- Kapel på Flensborg Gamle Kirkegård, Flensborg (1810-13)
- Brandts landhus, "Säulenhaus", Elbchaussee 186, Othmarschen (1819-20, ombygget i det indre 1936)
- Søbadeanstalt i Düsternbrook ved Kiel (1820, nedrevet)
- Projekt til kirke i Neumünster (ca. 1820) og Husum (ca. 1820)

## Galleri
- Knoop
- Kapellet på Flensborg Gamle Kirkegård
Foto: Jens Christensen
- Interiør fra kapellet
Foto: Jens Christensen